# Scaphioides halatus
Espèce
Synonymes
- Stenoonops halatus Chickering, 1969

Scaphioides halatus est une espèce d'araignées aranéomorphes de la famille des Oonopidae.

## Distribution
Cette espèce est endémique des Antilles. Elle se rencontre à Antigua et à Saint-Eustache.

## Description
Le mâle mesure 1,39 mm et la femelle 1,63 mm.

## Publication originale
- Chickering, 1969 : The genus Stenoonops (Araneae, Oonopidae) in Panama and the West Indies. Breviora, vol. 339, p. 1-35 (texte intégral).